# Tomorrow (deutsche Zeitschrift)
Tomorrow war eine deutsche Zeitschrift für Internet- und Technik-Themen, die bis 2009 monatlich im Verlag Hubert Burda Media erschien. Sie wurde 1998 von der Hamburger Verlagsgruppe Milchstrasse gegründet, entwickelte sich um die Jahrtausendwende zu einem der populärsten Titel in ihrem Bereich und war Namensgeber für die Tomorrow Focus AG. Tomorrow beschäftigte sich vor allem mit populärer Technologie, enthielt aber auch Lifestyle- und Science-Fiction-Themen.

## Geschichte
In den 1990er Jahren konzipierte die Verlagsgruppe Milchstrasse unter der Leitung von Dirk Manthey mehrere neue Zeitschriften. Dazu gehörte neben Amica, Fit for Fun und TV Spielfilm auch Tomorrow. Das von der NZZ als „Computerillustrierte“ beschriebene Blatt richtete sich nicht an Experten, sondern technisch interessierte Laien. Die erste Ausgabe der Zeitschrift wurde am 10. September 1998 in einer Auflage von 500.000 Exemplaren veröffentlicht, davon verkauften sich rund 40 % innerhalb der ersten zehn Tage. Beobachter stuften Tomorrow vor allem als Angriff auf die konkurrierenden Titel Konr@d und Online Today von Gruner + Jahr ein. Eine umfangreiche Werbekampagne begleitete die Einführung der Zeitschrift, außerdem wurde eine Webpräsenz mit einem Nachrichtenticker eingerichtet. Der Nachrichtensender n-tv strahlte die Sendung „Net News“ fortan unter der Marke „Tomorrow“ aus. Für größere Aufmerksamkeit sorgte außerdem eine 1999 gemeinsam mit Mobilcom gestartete Internet-Flatrate.
Erster Chefredakteur von Tomorrow war Willy Loderhose. Gemessen an der Anzeigenstatistik 1999 entwickelte sich Tomorrow zu einer der erfolgreichsten neuen Zeitschriften im deutschsprachigen Markt. Aufgrund dessen stellte die Verlagsgruppe Milchstrasse den Erscheinungsrhythmus von vier auf zwei Wochen um, ab September 2000 wurde das Blatt für drei Deutsche Mark verkauft. Außerdem gründete man eine B2B-Variante namens Tomorrow Business. Die Internet-Portale von Tomorrow und einigen anderen Zeitschriften aus der Verlagsgruppe Milchstrasse wurden 1999 in die Tomorrow Internet AG eingebracht, das noch im selben Jahr an der Börse debütierte. 2000 startete mit Internet Schnell & Einfach eine Variante von Tomorrow für Einsteiger, von der vierteljährlich rund 200.000 Exemplare verkauft wurden. Ab dem Jahr 2000 trat die Verlagsgruppe Milchstrasse als Hauptsponsor des Hamburger SV auf: Beginnend mit der Bundesliga-Saison 2001/2002 war das Logo der Zeitschrift auf den Trikots der Fußballer zu sehen.
Während Tomorrow im ersten Quartal 1999 noch rund 350.000 verkaufte Exemplare aufwies, musste die Zeitschrift in den Jahren 2000 und 2001 eine rapide sinkende Auflage hinnehmen. Im Mai 2001 fing Georg Altrogge als neuer Chefredakteur bei Tomorrow an, ab Mitte 2001 erschien das Blatt wieder monatlich. Aufgrund sinkender Anzeigenerlöse musste die Hälfte der Redaktion entlassen werden. Noch vor der Fusion der Focus Digital AG mit der Tomorrow Internet AG kaufte Hubert Burda Media 49 % der Zeitschrift Tomorrow. Die restlichen Anteile an der Tomorrow Verlag GmbH & Co. KG blieben bei Dirk Manthey. 2002 änderte Tomorrow seine Strategie: Statt Internet-Themen wurde die Zeitschrift als „multimediales Männermagazin“ positioniert. 2003 erfolgte ein weiterer Relaunch, der Testberichte wieder stärker in den Vordergrund rückte. Trotz der Veränderungen verlor Tomorrow von 2001 bis 2002 weitere 25 % der Auflage. 2005 strebte Tomorrow mit einem neuen Design und veränderten Inhalten die Rückkehr in die Gewinnzone an.
Zum Jahreswechsel 2004/2005 übernahm Hubert Burda Media die Verlagsgruppe Milchstrasse komplett, sodass sich auch Tomorrow fortan vollständig im Besitz des Medienhauses mit Sitz in Offenburg und München befand. Das Blatt wurde organisatorisch in die Vogel Burda Group integriert, zu der auch das Computermagazin Chip gehörte. Das bedeutete praktisch einen Wechsel der Zentrale von Hamburg nach München. Im Frühjahr 2005 übernahm Jürgen Bruckmeier die Chefredaktion von Georg Altrogge. Unter seiner Führung wurde Tomorrow abermals neu ausgerichtet.
Die Redaktion wechselte im Jahr 2008 von München nach Berlin, weiterhin wurde die Zeitschrift im März des gleichen Jahres einem Relaunch unterzogen. Trotz aller Bemühungen attestierten Beobachter dem Blatt bereits 2005 einen beispiellosen Niedergang.
Im Herbst 2007 betrug die Auflage knapp 61.000 Exemplare. 2009 verkündete Hubert Burda Media schließlich die Einstellung von Tomorrow. Zuvor betrug die Auflage der Zeitschrift 56.000 verkaufte Exemplare, davon 25.000 Bordexemplare. Die letzte Ausgabe von Tomorrow erschien im März 2009.